# قضيب أوتر
القَضيبٌ الأَوْتَر ( قضيب منغلف في جلد الصفن) عيب خلقي أو مكتسب حيث يكون جذع القضيب مدفون في كيس الصفن أو مربوط إلى خط وسط كيس الصفن عن طريق قطعة أو طية من الجلد.